# Igor Koroliov
Pour les articles homonymes, voir Koroliov.
Igor Borissovitch Koroliov - en russe Игорь Борисович Королёв et en anglais Igor Korolev - (né le 6 septembre 1970 à Moscou en République socialiste fédérative soviétique de Russie - mort le 7 septembre 2011 à Iaroslavl en Russie) est un joueur professionnel de hockey sur glace russo-canadien devenu entraîneur.

## Carrière
Igor Koroliov commence sa carrière en 1988 avec le HK Dinamo Moscou dans le championnat d'URSS, qu'il remporte en 1990 et 1991. En 1992, il est sélectionné au 2e tour, à la 38e position du repêchage d'entrée dans la LNH par les Blues de Saint-Louis. Il passe douze saisons dans la LNH successivement, jouant 795 matchs et marquant 119 buts. Le 15 novembre 2000, alors qu'il joue pour les Maple Leafs de Toronto, il obtient la nationalité canadienne en compagnie de son épouse Vera. Malgré cela, il retourne jouer dans la Superliga russe en 2004 puis dans la KHL en 2008.
Parallèlement à sa carrière en club, il a représenté l'URSS puis la Russie lors de divers championnats internationaux de 1988 à 1996.
Le 7 septembre 2011, il meurt dans l'accident de l'avion transportant le Lokomotiv Iaroslavl à destination de Minsk en Biélorussie. L'avion de ligne de type Yakovlev Yak-42 s'écrase peu après son décollage de l'aéroport Tounochna de Iaroslavl, faisant 44 morts parmi les 45 occupants.

## Statistiques

### En club
| Saison     | Équipe                  | Ligue      |     | Saison régulière | Saison régulière | Saison régulière | Saison régulière | Saison régulière |    | Séries éliminatoires | Séries éliminatoires | Séries éliminatoires | Séries éliminatoires | Séries éliminatoires |
| Saison     | Équipe                  | Ligue      | PJ  | B                | A                | Pts              | Pun              | PJ               | B  | A                    | Pts                  | Pun                  |                      |                      |
| 1988-1989  | HK Dinamo Moscou        | URSS       | 1   | 0                | 0                | 0                | 2                |                  |    |                      |                      |                      |                      |                      |
| 1989-1990  | HK Dinamo Moscou        | URSS       | 17  | 3                | 2                | 5                | 2                |                  |    |                      |                      |                      |                      |                      |
| 1990-1991  | HK Dinamo Moscou        | URSS       | 38  | 12               | 4                | 16               | 12               |                  |    |                      |                      |                      |                      |                      |
| 1991-1992  | HK Dinamo Moscou        | Russie     | 33  | 12               | 8                | 20               | 10               |                  |    |                      |                      |                      |                      |                      |
| 1992-1993  | HK Dinamo Moscou        | Russie     | 5   | 1                | 2                | 3                | 4                |                  |    |                      |                      |                      |                      |                      |
| 1992-1993  | Blues de Saint-Louis    | LNH        | 74  | 4                | 23               | 27               | 20               | 3                | 0  | 0                    | 0                    | 0                    |                      |                      |
| 1993-1994  | Blues de Saint-Louis    | LNH        | 73  | 6                | 10               | 16               | 40               | 2                | 0  | 0                    | 0                    | 0                    |                      |                      |
| 1994-1995  | HK Dinamo Moscou        | Russie     | 13  | 4                | 6                | 10               | 18               | --               | -- | --                   | --                   | --                   |                      |                      |
| 1994-1995  | Jets de Winnipeg        | LNH        | 45  | 8                | 22               | 30               | 10               | --               | -- | --                   | --                   | --                   |                      |                      |
| 1995-1996  | Jets de Winnipeg        | LNH        | 73  | 22               | 29               | 51               | 42               | 6                | 0  | 3                    | 3                    | 0                    |                      |                      |
| 1996-1997  | Coyotes de Phoenix      | LNH        | 41  | 3                | 7                | 10               | 28               | 1                | 0  | 0                    | 0                    | 0                    |                      |                      |
| 1996-1997  | K-Wings du Michigan     | LIH        | 4   | 2                | 2                | 4                | 0                | --               | -- | --                   | --                   | --                   |                      |                      |
| 1996-1997  | Roadrunners de Phoenix  | LIH        | 4   | 2                | 6                | 8                | 4                | --               | -- | --                   | --                   | --                   |                      |                      |
| 1997-1998  | Maple Leafs de Toronto  | LNH        | 78  | 17               | 22               | 39               | 22               | --               | -- | --                   | --                   | --                   |                      |                      |
| 1998-1999  | Maple Leafs de Toronto  | LNH        | 66  | 13               | 34               | 47               | 46               | 1                | 0  | 0                    | 0                    | 0                    |                      |                      |
| 1999-2000  | Maple Leafs de Toronto  | LNH        | 80  | 20               | 26               | 46               | 22               | 12               | 0  | 4                    | 4                    | 6                    |                      |                      |
| 2000-2001  | Maple Leafs de Toronto  | LNH        | 73  | 10               | 19               | 29               | 28               | 11               | 0  | 0                    | 0                    | 0                    |                      |                      |
| 2001-2002  | Blackhawks de Chicago   | LNH        | 82  | 9                | 20               | 29               | 20               | 5                | 0  | 1                    | 1                    | 0                    |                      |                      |
| 2002-2003  | Admirals de Norfolk     | LAH        | 14  | 4                | 3                | 7                | 0                | 9                | 2  | 4                    | 6                    | 4                    |                      |                      |
| 2002-2003  | Blackhawks de Chicago   | LNH        | 48  | 4                | 5                | 9                | 30               | --               | -- | --                   | --                   | --                   |                      |                      |
| 2003-2004  | Admirals de Norfolk     | LAH        | 10  | 1                | 4                | 5                | 4                | --               | -- | --                   | --                   | --                   |                      |                      |
| 2003-2004  | Blackhawks de Chicago   | LNH        | 62  | 3                | 10               | 13               | 22               | --               | -- | --                   | --                   | --                   |                      |                      |
| 2004-2005  | Lokomotiv Iaroslavl     | Superliga  | 60  | 8                | 20               | 28               | 26               | 9                | 1  | 6                    | 7                    | 2                    |                      |                      |
| 2005-2006  | Metallourg Magnitogorsk | Superliga  | 51  | 7                | 17               | 24               | 26               | 11               | 0  | 2                    | 2                    | 4                    |                      |                      |
| 2006-2007  | Metallourg Magnitogorsk | Superliga  | 54  | 2                | 14               | 16               | 28               | 13               | 4  | 3                    | 7                    | 8                    |                      |                      |
| 2007-2008  | Metallourg Magnitogorsk | Superliga  | 57  | 6                | 20               | 26               | 58               | 13               | 5  | 5                    | 10                   | 10                   |                      |                      |
| 2008-2009  | Atlant Mytichtchi       | KHL        | 56  | 7                | 15               | 22               | 46               | 7                | 0  | 1                    | 1                    | 10                   |                      |                      |
| 2009-2010  | Lokomotiv Iaroslavl     | KHL        | 48  | 5                | 15               | 20               | 28               | 15               | 0  | 3                    | 3                    | 4                    |                      |                      |
| Totaux LNH | Totaux LNH              | Totaux LNH | 795 | 119              | 227              | 346              | 330              | 41               | 0  | 8                    | 8                    | 6                    |                      |                      |

### En équipe nationale
| Année | Équipe | Compétition                 |   | PJ | B | A | Pts | Pun               |  | Résultats |
| 1988  | URSS   | Championnat d'Europe junior | 6 | 3  | 2 | 5 | 2   | Médaille d'argent |  |           |
| 1991  | URSS   | Coupe Canada                | 6 | 3  | 2 | 5 | 2   | 5e place          |  |           |
| 1992  | Russie | Championnat du monde        | 6 | 2  | 1 | 3 | 2   | 5e place          |  |           |
| 1996  | Russie | Coupe du monde              | — | —  | — | — | —   | Demi-finale       |  |           |